# Худайкулов, Самат
Самат (Абдусамат) Худайкулов — советский узбекистанский хозяйственный деятель, Герой Социалистического Труда.

## Биография
Родился в 1914 году в кишлаке Балтали. Член КПСС с 1961 года.
В 1931—1948 — звеньевой полеводческой бригады колхоза имени Маленкова Чархинского района Самаркандской области.
В 1948—1978 — бригадир полеводческой бригады колхоза имени Калинина Пастдаргомского района Самаркандской области.
Указом Президиума Верховного Совета СССР от 11 января 1957 года присвоено звание Героя Социалистического Труда с вручением ордена Ленина и золотой медали «Серп и Молот».
Умер после 1978 года в Самаркандской области.

## Награды и звания
- Герой Социалистического Труда (11.01.1957)
- Орден Ленина (11.01.1957)
- Медаль За трудовую доблесть (25.12.1944, 27.04.1948, 18.05.1949, 05.07.1950)